# Isis (cràter)
|  | Aquest article tracta sobre un cràter de la Lluna. Si cerqueu cràter de Ganimedes, vegeu «Isis (cràter de Ganimedes)». |

Isis és un petit cràter lunar situat a la part sud-est del Mare Serenitatis. És al nord-est del petit cràter Dawes i a l'oest dels Montes Taurus. A l'est-nord-est d'aquesta posició hi ha el punt d'aterratge de la missió Apol·lo 17, a la vall Taurus-Littrow.
Tot i que se'ls com a "cràters", Isis i el proper Osiris és probable que siguen petits cons volcànics.

## Denominació
El nom procedeix d'una designació originàriament no oficial, continguda a la pàgina 42C3/S2 de la sèrie de plànols de la Lunar Topophotomap de la NASA, que fou adoptada per la UAI el 1976, igual que les denominacions dels cràters propers Mary, Robert, Osiris i Jerik.